# Novotroiițke, Novomoskovsk
Novotroiițke (în ucraineană Новотроїцьке) este un sat în comuna Znamenivka din raionul Novomoskovsk, regiunea Dnipropetrovsk, Ucraina.

## Demografie
Componența lingvistică a localității Novotroiițke
     Ucraineană (87,84%)
     Rusă (11,51%)
     Alte limbi (0,32%)
Conform recensământului din 2001, majoritatea populației localității Novotroiițke era vorbitoare de ucraineană (87,84%), existând în minoritate și vorbitori de rusă (11,51%).